# Pseudosphena dispar
Pseudosphena dispar är en insektsart som först beskrevs av Vitaly Michailovitsh Dirsh 1963.  Pseudosphena dispar ingår i släktet Pseudosphena och familjen Pyrgomorphidae. Inga underarter finns listade i Catalogue of Life.